# Přívoz

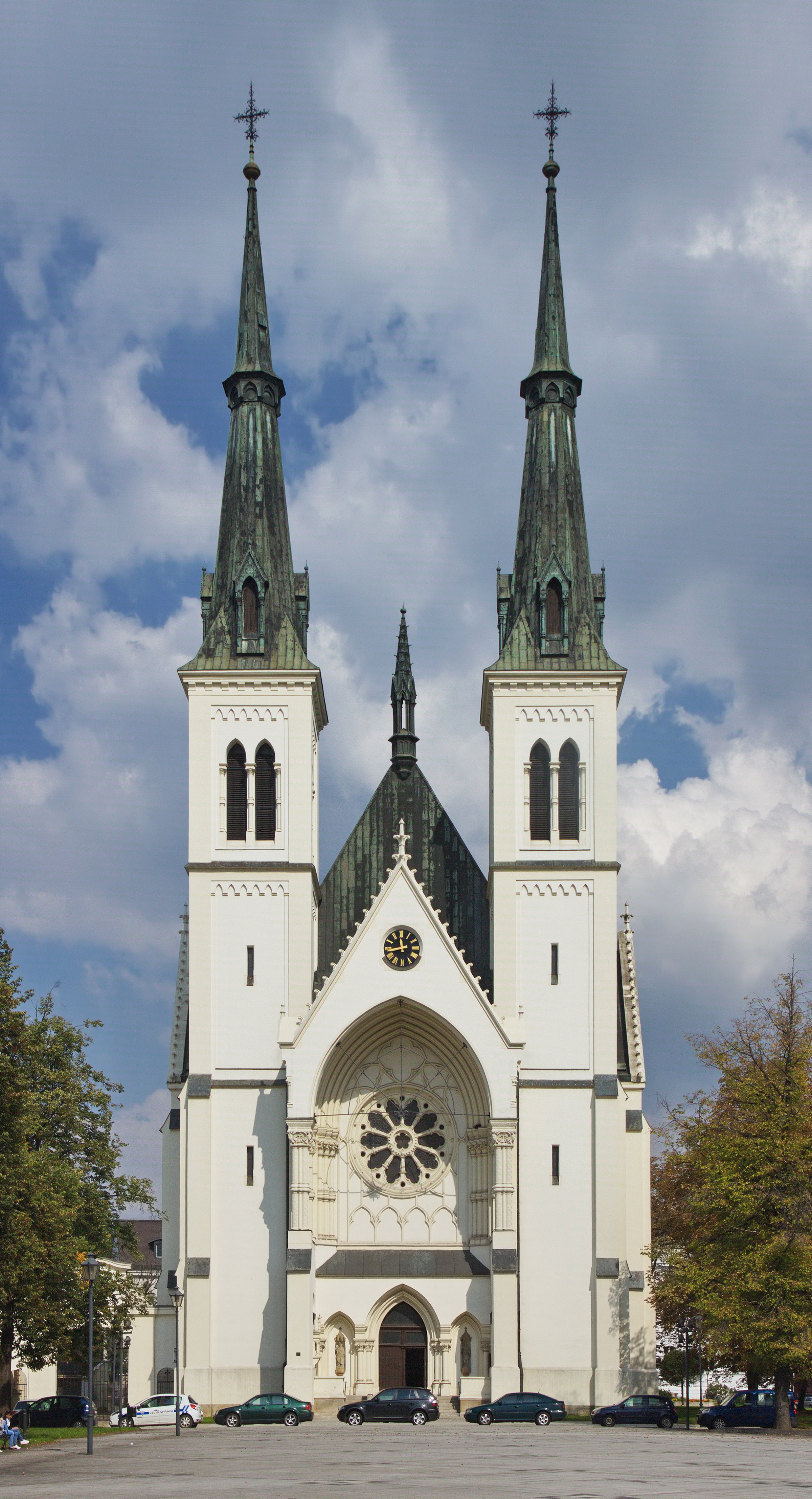
Église de l'Immaculée Conception de la Vierge Marie.

Přívoz (en allemand : Prziwos, brièvement dénommée Oderfurt jusqu'en 1920 et de 1939 à 1945) est une partie de la ville d'Ostrava, région de Moravie-Silésie en République tchèque. Přívoz se trouve dans la partie morave de la ville, dans le district administratif de Moravská Ostrava a Přívoz[pas clair].

## Histoire
Přívoz se trouve dans la région historique de Moravie et a été mentionnée pour la première fois dans un document écrit en 1377 sous le nom de Prsiewoz.
La forte industrialisation qui s'est produite à Ostrava dans la seconde moitié du XIXe siècle a également affecté Přívoz. Une ligne de chemin de fer y a été construite, une usine de cokéfaction a été construite en 1909 avec une centrale électrique. L'industrialisation a également eu un impact sur la démographie, l'afflux de travailleurs migrants s'est produit.
Přívoz était autrefois une municipalité indépendante, en 1900, elle a obtenu des droits de ville, en 1924, elle est devenue une partie d'Ostrava.

## Patrimoine
Le monument le plus important de Přívoz est l'église de l'Immaculée Conception de la Vierge Marie.

## Personnalités liées à Přívoz
L'écrivain polonais Wiesław Adam Berger est né à Přívoz, tout comme l'actrice allemande du cinéma muet Gilda Langer qui était en fait autrichienne.